# Marcel Simonin
Pour les articles homonymes, voir Simonin.
Marcel Émile Gabriel Simonin, né à Fère-en-Tardenois (Aisne) le 20 avril 1893, décédé à Reims, 10, rue Ernest-Renan, le 18 août 1968, est un conseiller commercial qui s’illustra durant la Première Guerre mondiale dans les rangs du 132e R.I auquel il fut incorporé comme simple soldat. Il y termina la guerre comme capitaine.
Président départemental de l’Union nationale des combattants, il se passionna pour le sport et se vit confier la vice-présidence générale de la Ligue du Nord-Est de football. Au cours de la Seconde Guerre mondiale, il fut à nouveau mobilisé et promu lieutenant-colonel.
Il épousa Marie Marguerite Deligne (1899-1956) et repose au cimetière de l'Avenue de Laon à Reims.

## Décorations françaises
- Commandeur de la Légion d'honneur, 1956, officier en 1931, chevalier en 1918[1].
- Croix de guerre 1914–1918, palme d'argent